# Vidauban
 Vidauban  es una población y comuna francesa, que se encuentra en la región de Provenza-Alpes-Costa Azul, departamento de Var, en el distrito de Draguignan y cantón de Le Luc.

## Demografía
| 2611 | 2757 | 2930 | 3805 | 5460 | 7311 |
| Para los censos de 1962 a 1999 la población legal corresponde a la población sin duplicidades (Fuente: INSEE [Consultar]) |      |      |      |      |      |

## Hermanamiento
- Deifontes, España[3]